# Дементьєв Валентин Васильович
Валентин Васильович Дементьєв (нар. 28 квітня 1943, УРСР) — радянський та український футбольний тренер.

## Кар'єра тренера
Тренерську кар'єру розпочав у 1983 році. До 1984 року працював на посаді технічного директора луцького «Торпедо». У 1985—1986 роках очолював черкаське «Дніпро», коли команда вилетіла до аматорських змагань. З 1990 по 1991 рік допомагав тренувати черкаський клуб. З вересня й до кінця 1996 року керував першоліговим клубом «Кристал» (Чортків).